# バクセイ・チャムクロン

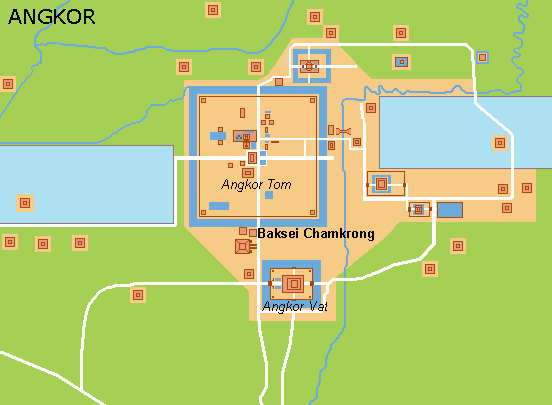
バクセイ・チャムクロンの位置

バクセイ・チャムクロン（Baksei Chamkrong、クメール語: ប្រាសាទបក្សីចាំក្រុង）は、カンボジア・シェムリアップ州の古都アンコールにある、小さなヒンドゥー教寺院 (Hindu temple) である。寺院はシヴァ神に捧げられ、シヴァの金色の像を保持していた。バクセイ・チャムクロンは南大門からアンコール・トムに入るとき左側に見られる。
バクセイ・チャムクロンは10世紀、息子である王ハルシャヴァルマン1世（在位910-944年）により、父ヤショーヴァルマン1世に捧げられた。寺院はラージェンドラヴァルマン2世（在位944-968年）によって完成した。

## 名前
バクセイ・チャムクロンという名は、「翼下で護る鳥」を意味し、王が攻囲されたアンコールから逃れようとしていた時、巨大な鳥が舞い降りて、その翼の下で王を護ったという伝説に由来する。

## 構成
この寺院は、煉瓦やラテライトなどの耐久性のある素材と砂岩の装飾により建築された最初の寺院の1つである。当初は煉瓦の周壁がピラミッド型寺院を囲んでいたが、東側の塔門（ゴープラ、gopura）もわずかに残る痕跡以外ほとんど完全に消滅している。
ピラミッド型寺院の4段のラテライトの基壇は直径27メートル、頂上部では15メートル、高さは12メートル。 4本の階段が基壇の頂上部まで伸びる。煉瓦の中央祠堂が8メートル四方の砂岩の基盤に建つ。東の扉が開き、ほかの3面には通常の偽扉がある。
寺院の外面の化粧漆喰（スタッコ）は大半が失われている。中心の砂岩のまぐさ（リンテル）は、インドラが3つの頭の象アイラーヴァタの上に立っている細かな彫刻で装飾されている。花輪模様がインドラの両側から、遺跡に一般的な様式で広がる。碑文が小さい扉口の両側にあり、ジャヤーヴァルマン2世からのクメール王朝初期の王たちや、同じく国家の祖先である隠者カンブー (Kambu) など、より以前の伝説的な王たちへの奉献と賛美が記される。

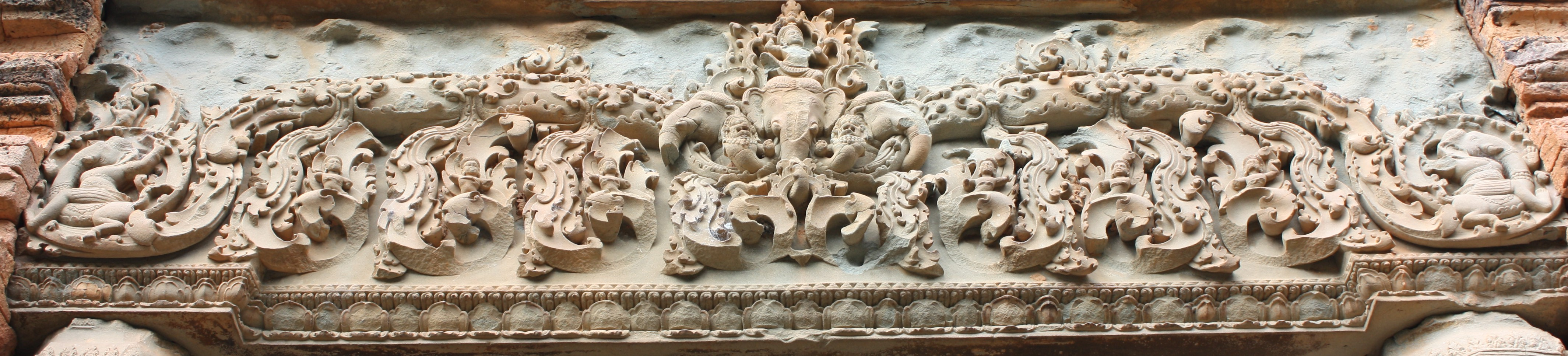
まぐさ（リンテル）の装飾。アイラーヴァタの上にインドラが、両端にはガネーシャが彫られる。
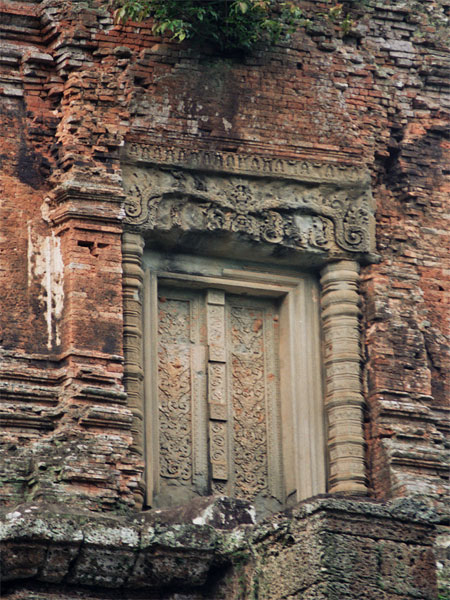
偽扉
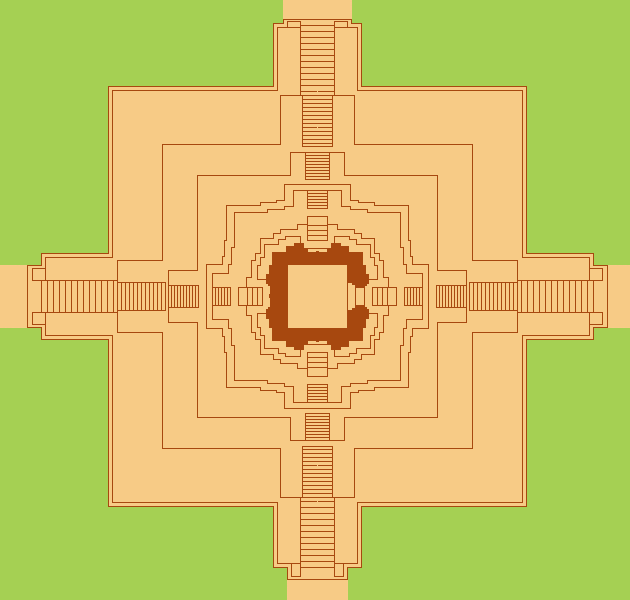
平面図
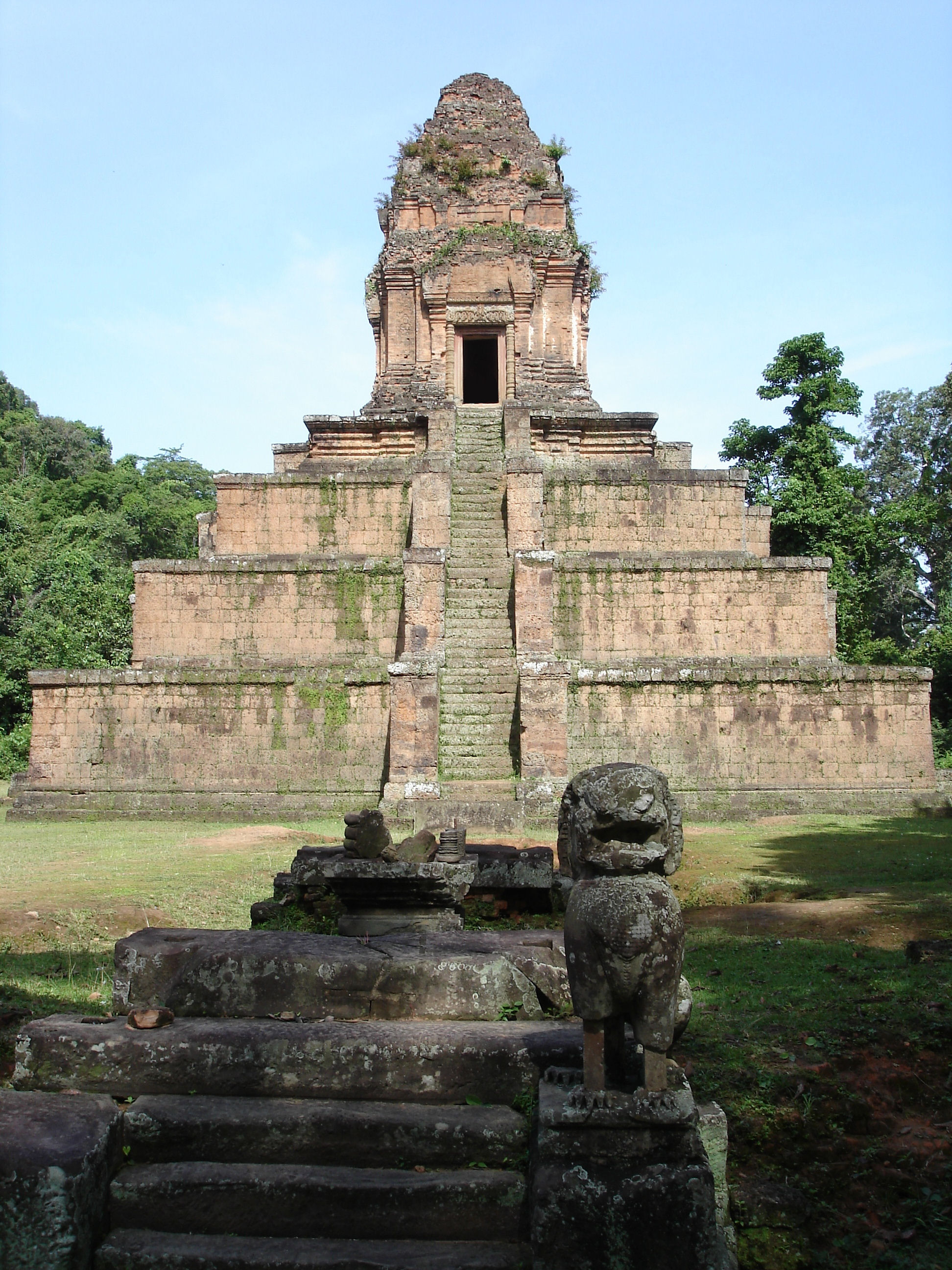
東側より